# Criminologia critica
La criminologia critica è una branca della criminologia che assume la prospettiva critica sulla base del marxismo, del femminismo, dell'economia politica e della teoria critica. Uno degli obiettivi di tale disciplina è di studiare le modalità sistemiche del reato e della giustizia dentro la struttura di classe e i processi sociali. In tale prospettiva, il diritto e la sanzione sono viste connesse ad un sistema che perpetra l'oppressione e le diseguaglianze.
La classe operaia, in particolare, è il gruppo sociale che soffre maggiormente tale asimmetria di valori, insieme alle donne, ai bambini e alle minoranze etniche.. Più semplicemente, la criminologia critica può essere definita come un'area criminologica che considera essenzialmente i fattori contestuali di un reato.

## Criminologia critica e criminologia tradizionale
Secondo la criminologia critica, un reato muta a seconda della situazione sociale e del differente periodo storico. L'omosessualità, ad es., era un'attività illegale in Inghilterra fino al 1967 quando fu abrogato il divieto di avere rapporti con uomini dello stesso sesso sotto i 21 anni. Secondo i criminologi critici qualsiasi condotta umana non gode di qualità criminali in sé ma subisce una determinata categorizzazione da parte della giurisdizione che in quel momento storico ed in quel contesto persegue quella particolare condotta.
Mentre nella criminologia convenzionale vi sono molte variazioni sul tema critico, il termine “critica” è diventata un centro di attrazione per tutte le prospettive che si concentrano su certe condotte che diventano devianti solo quando un gruppo sociale diventa abbastanza potente da perseguirle. Si potrebbe discutere la relatività sulla quale si poggia il paradigma opposto, la criminologia applicata, che si concentra sulle categorie criminologiche poste in evidenza dal governo quali, ad es., i furti in appartamento, la criminalità di strada, l'aggressione, la violazione di proprietà, ecc.
La differenza tra questi due paradigmi è stata interpretata da Stephen Box nel suo libro Power, crime, and Mystification in cui afferma che un individuo rischia fino a sette volte di più di essere licenziato da un impiegato a causa di negligenza, rispetto a un omicidio in senso convenzionale. Fino ad oggi nessuno è stato mai giudicato colpevole per l'“omicidio infraziendale” in Inghilterra.
L'effetto di questo lessico è che la criminologia convenzionale non è riuscita a risolvere il problema delle diseguaglianza strutturali ed i processi attraverso i quali sono create e sostenute le leggi e che la devianza e la criminalità sono formate dalla struttura di potere delle istituzioni. Il potere, in particolare, rappresenta la capacità di sostenere, o di inibire, le istanze etiche convenzionali, permettendo al gruppo più forte di normalizzare la repressione (Gouldner 1971). Perciò, fondamentalmente, la criminologia critica si distingue da quella convenzionale in base alle nozioni di pericolo sociale e diritti umani.

## Teorie del conflitto
Seguendo la scuola delle teorie del conflitto, il reato è il risultato di un conflitto sociale che affonda le proprie radici nel capitalismo. Tutte le prospettive che si ispirano a tale scuola vedono gli individui come oberati da potenti e immutabili strutture sociali, sebbene il tipo di potere muti da istituzione ed istituzione. Ultimamente, comunque, la relativa inefficacia di qualche istituzione è vista come il risultato delle repressioni perpetrate dalle strutture politiche ed economiche. Alcuni autori, etichettati come tradizionalisti, vedono la coppia penale (vittima e aggressore) come il risultato di un sistema penale dal quale emerge la vittimizzazione. È importante comprendere che la teoria del conflitto, che deriva dal Marxismo, è distinta dall'ideologia marxista in sé, d'altro canto la teoria del conflitto è empiricamente confutabile e quindi distinta dalle ideologie (Cao, 2003).

### Pluralisti e tradizionalisti
Si notano differenze di punti di vista tra coloro che si definiscono pluralisti che, seguendo le opere di autori quali Mills, ritengono che il potere è esercitato dai gruppi di interesse che perseguono il proprio prestigio ed il potere, e coloro che si definiscono tradizionalisti come, ad es., Vold secondo i quali il reato può emergere da differenze economiche, culturali o dai conflitti sociali. Questi autori ritengono che alcuni gruppi sociali abbiano il controllo delle risorse vitali tali da criminalizzare coloro che non si conformano alle norme morali e culturali convenzionali (Sellin 1938), (Vold 1979, 1958), (Quinney 1970).
Altri sono dell'idea che tali interessi, in particolare quelli riferiti alla dimensione simbolica e fenomenologica, sono il prodotto di più profondi disagi economici (Taylor, Walton & Young 1973; Quinney 1974). Secondo queste teorie, il conflitto sociale da cui il crimine emerge, è fondato sulle diseguaglianze sociali inerenti agli sviluppi del capitalismo (Rusche and Kirchheimer's Punishment and Social Structure). Riprendendo gli autori classici del conflitto quali Marx (1990-1868), Engels, (1984-1845) e Bonger (1969-1916), alcuni ritengono che le condizioni attraverso le quali emerge il crimine sono causate dall'appropriazione dei profitti altrui attraverso ciò che è definito surplus, concentrato nelle mani di pochi opportunisti inseriti nel contesto produttivo.

### Critica strumentale e strutturale
La criminologia critica si suddivide in due ramificazioni in base alle diverse concezioni del ruolo dello Stato nel perpetrare le diseguaglianze sociali: i critici strumentali e quelli strutturali. I critici strumentali ritengono che lo Stato è manipolato dalla classe dominante che agisce solo in funzione dei propri interessi. I critici strutturali ritengono che lo Stato giuoca un ruolo determinante nel manipolare le classi subordinate (Sheley 1985; Lynch & Groves 1986). I critici strumentali come Quinney (1975), Chambliss (1975), o Krisberg (1975) rtitengono che la società capitalista sia un edifizio monolitico e piramidale, dominato da interessi economici. Il potere e la ricchezza sono divise in maniera diversa tra i detentori dei mezzi di produzione e la forza lavoro. La ricchezza utilizza il potere coercitivo dello Stato per criminalizzare coloro che potrebbero mettere a rischio l'ordine economico convenzionale su cui si basa la loro gerarchia. I critici strutturali come Spitzer (1975), Greenberg (1993) (1981), Chambliss & Seidman (1982) ritengono che la società capitalista detiene un duplice potere nel quale lo Stato è più autonomo, teso a preservare il sistema capitalistico di appropriazione dei profitti, di criminalizzazione e di pericolo sociale.

### Marxismo e anarchismo
Mentre i marxisti ritengono nella possibilità di stravolgere il capitalismo mediante il socialismo in un processo completato dal comunismo, gli anarchici ritengono che le attuali gerarchie prima o poi collasseranno, sostituite da un sistema decentrato dove tutti potranno partecipare alla realizzazione della giustizia penale (Pepinsky 1978; Tift & Sulivan 1980; Ferrell 1994). Ferrell in particolare tende a collocare il reato in un'area di resistenza tra la costruzione sociale del sistema simbolico e le strutture sociali che minacciano la produzione capitalistica.
Diametralmente opposti agli anarchici sono i realisti che tendono a privilegiare l'esperienza delle vittime e degli effetti del comportamento deviante. La vittima, lo Stato e l'aggressore sono tutti considerati un nesso causale attraverso i quali è possibile specificare la condotta criminale. Mentre i realisti tendono a vedere il reato come una categoria storicamente contingente, gli anarchici tendono ad enfatizzare il pericolo reale di un reato verso le vittime che spesso non hanno meno problemi dei propri aggressori (Young 1979 & 1986, Young and Matthews 1991, Lea and Young 1984 or Lowman & MacLean 1992).

## Teorie sul Femminismo
Il femminismo in criminologia è più di una mera polemica di donne contro la prospettiva maschilista, ma vuole indicare che la criminologia convenzionale è decisamente sbilanciata verso il genere maschile. Le femministe affermano che le precedenti prospettive ignoravano l'esperienza femminile che sono coinvolte in progetti che afferiscono alla dimensione femminile nella teoria criminologica ed in un particolare punto di vista che implica l'uso della conoscenza per rilevare l'esperienza del mondo in cui vivono le donne.

### Punto di vista maschile e femminile
La prima questione da affrontare è che la sociologia, ed in particolare la criminologia, rappresentano una prospettiva incentrata sul ruolo maschile e cioè in un modo dove un uomo perpetra un reato contro un altro uomo. In aggiunta, si tende a generalizzare il comportamento delle donne, sia come aggressori che come vittime, in relazione a quanto fatto dagli uomini e al di fuori di qualsiasi dimostrazione empirica (Edwards 1989, Messerschmidt 1993, Caulfield and Wonders 1994).
Un altro aspetto dei criminologi femministi è sul modo con il quale le donne possono accedere alla professione, in tal senso hanno adottato il termine malestream per indicare lo stile assunto dalla maggior parte di criminologi e ricercatori, per il quale le donne hanno assimilato il modo di lavorare dei propri colleghi maschi, venendo quasi a fondersi in un unico genere (Menzies & Chunn 1991). A prima vista tale impostazione può apparire come un modo per limitare il punto di vista maschile anziché enfatizzare ed implementare quello femminile. Secondo Nancy Hartsock non è comunque corretto contemplare tale situazione come una semplice fusione, ma è necessario sviluppare una ricerca criminologica dal punto di vista femminile.

### Neutralisti e positivisti
Basandosi sulle opere di Marx, Hartsock suggerisce che il punto di vista femminile sul mondo è più neutrale rispetto a quello maschile (Marx 1964, Lucacs 1971). Seguendo Marx, coloro che hanno meno potere hanno una visione più nitida del mondo in quanto le classi subordinate vedono la ricchezza delle classi dominanti, mentre queste sono sostanzialmente indifferenti alle condizioni dei meno abbienti (Hartsock 1983 & 1999). Dalla propria posizione di subordinazione, le donne sono più capaci di rivelare la realtà empirica rispetto allo stile maschile. Perciò vi sono due concetti chiave nella scuola femminista: la criminologia che può essere interpretata da un genere neutrale o la criminologia che può essere studiata da un genere positivo che adotta il punto di vista femminile.

### Femminismo liberale e radicale
Andando oltre le due ultime su dette distinzioni, i critici femminismi si possono ulteriormente suddividere in due gruppi: i liberali e i radicali. I liberali prevedono la fine della discriminazione delle donne tramite il fronteggiamento con le strutture esistenti che compongono il sistema politico e quello penale, piuttosto che stravolgere il sistema sociale e il potere patriarcale (Hoffman Bustamante 1973, Adler 1975, Simon 1975, Edwards 1990). Perciò i sostenitori di questo gruppo sono molto meno propensi ad impegnarsi per cambiare il sistema piuttosto che rimanere con le attuali strutture.
I radicali femministi evidenziano il bisogno di stravolgere il sistema maschilista e le sue strutture di potere. Il femminismo di tale gruppo vede le radici dell'oppressione nel patriarcato, individuandone le fonti sia nella sfera pubblica che privata, che domina il mondo femminile attraverso il controllo della sessualità come, ad es., tramite la pornografia, lo stupro e altre forme di violenze sessuale, imponendo definizioni maschiliste al ruolo delle donne, in particolare presso le famiglie (Brownmiller 1975). I femministi radicali, comunque, ritengono che le strutture patriarcali stanno emergendo dalle diseguaglianze di classe inerenti alla detenzione dei mezzi di produzione. Il surplus, in particolare, richiede che l'uomo sfrutti un lavoratore subordinato, la donna, fornendo prestazioni secondarie non retribuite come, ad es., rassettare la casa, fare la spesa, avere cura della prole, ecc. (Danner 1991). Altri autori accettano che una società patriarcale costringa le donne ad assumere un ruolo subordinato ma, diversamente dai radicali, il patriarcato non è il risultato dell'aggressività maschile ma dipende dalla produzione del capitale (Eisenstein 1979, Hartmann 1979 & 1981, Messerschmidt 1986, Currie 1989). I femministi radicali ritengono che il problema della repressione può essere risolto solo con una rivoluzione cioè creando ex novo una società senza classi, senza gerarchie e senza diseguaglianze.
Di importanza significativa è la comprensione della posizione di molti femministi sulla costruzione sociale del genere femminile ovvero la differenza tra uomo e donna non è solo di tipo biologico ma risale nella notte dei tempi ed è definita dalle categorie patriarcali umane. Di fronte tale immagine femminile, i criminologi femministi desiderano creare uno spazio di confronto che possa esprimere il punto di vista delle donne e l'identità che ne potrebbe emergere.
Ci sono molte forme di criticismo proposte dai criminologi femministi. Alcuni ritengono che il pensiero femminista è irrilevante per la criminologia (Gelsthorpe 1997), Bottomley & Pease (1986), o Walker (1987), altri ritengono che la disciplina si confonde con la sociologia etnografica (Rice 1990, Mama 1989, Ahluwalia 1991). Un significativo contributo è stato proposto nel 1992 da Pat Carlen secondo il quale c'è l'incapacità del femminismo criminologico di conciliare la teoria con la realtà politica, svoltando pericolosamente verso prospettive autoreferenziali. L'autrice ritiene che la  difesa sociale e le politiche di prevenzione possono essere realizzate solo tramite interventi di “ingegneria sociale”.
L'autrice ritiene che questo libertarismo si riflette sulla convinzione che le politiche di riduzione del crimine possono essere raggiunte senza necessariamente ricorrere a qualche forma di “ingegneria sociale”.
Ulteriori critiche alla vena libertaria del femminismo provengono da Carlen che suggerisce che occorrono rivendicazioni femministe per permettere alle donne di parlare di sé, il che rivela una tendenza separatista, sostenendo che quello che le femministe richiedono è semplicemente la possibilità di fare ricerca nelle scienze sociali e dovrebbe essere esteso anche a tutte le classi di esseri umani che non ce la fanno da soli. Questo separatismo, sostiene Carlen, manifesta ulteriormente se stessa in un rifiuto di accettare gli sviluppi di una criminologia tradizionale di malestream o in altri termini peggiorativi. Forse la critica più schiacciante del femminismo e di alcune strisce del femminismo radicale, in particolare, è che, in alcuni aspetti delle società occidentali, è diventato il gruppo di interesse dominante che può permettersi di criminalizzare la mascolinità (Nathanson & Young 2001).

## Teorie postmoderniste
In criminologia, la scuola postmodernista si applica allo studio del crimine e dei criminali, e capisce "criminalità" come un prodotto della potenza per limitare il comportamento di coloro che sono esclusi dal potere, ma che cercano di superare le disuguaglianze sociali e si comportano in un modo che la struttura di potere vieta. Si concentra sull'identità del soggetto umano, multiculturalismo, femminismo, e le relazioni umane ed ha a che fare con i concetti di "differenza" e "alterità", essenzialismo oppure riduzionismo, ma i suoi contributi non sono sempre apprezzati (Carrington: 1998). I postmodernisti spostano l'attenzione dalla preoccupazione marxista di oppressione economica e sociale alla produzione linguistica, sostenendo che il diritto penale è una lingua per creare rapporti di dominanza. Per esempio, la lingua dei tribunali (il cosiddetto "legalese") esprime e istituzionalizza il dominio dei singoli, sia accusato o accusatore, criminale o vittima, dalle istituzioni sociali. Secondo la criminologia postmoderna, il discorso del diritto penale è dominante, esclusivo ed emarginante, meno vario, e culturalmente non pluralistico, esagerando delle regole definite ed escludendone altre.

## Prospettive sulla criminologia critica
I criminologi conflitto hanno subito attacchi da più parti, non ultimo dai realisti che sostengono di essere tra i ranghi. I primi criminologi, in senso peggiorativo erano denominati dall'ideale di sinistra per Jack Young del 1979, e non sono mai stati molto popolari negli Stati Uniti, dove reparti di criminologia critica in alcune università sono state chiuse per motivi politici (Rock 1997). Questi criminologi sono stati chiamati in causa con l'introduzione delle indagini di massa di auto rapporto sulla vittima (Hough & Mayhew 1983) che ha mostrato che la vittimizzazione è di tipo intra-classe, piuttosto che inter-classe. Così i crimini come la rapina erano in qualche modo le forme primitive di redistribuzione della ricchezza si sono dimostrati essere falsi. Ulteriori attacchi provenivano da femministe che sostenevano che la vittimizzazione delle donne non era per fare carriera e che la concentrazione degli idealisti di sinistra sui crimini delle classi lavoratrici poteva essere visto come politicamente motivata da crimini gravi come lo stupro, la violenza domestica o l'abuso infantile (Smart 1977). Inoltre, si è affermato che, l'aspetto comparativo dello studio del crimine, ignora la quantità significativa di criminalità nelle società socialiste, e i bassi livelli di criminalità nelle società capitaliste come la Svizzera e il Giappone (Incardi 1980).